# تجزیه و تحلیل پرتو یونی
آنالیز با باریکه یونی ("IBA") یک خانواده مهم از تکنیک‌های تحلیلی مدرن است که شامل استفاده از باریکه یونی MeV برای بررسی ترکیب و بدست آوردن نمایه عمقی عنصر در لایهٔ نزدیک به سطح جامدات است. تمام روش‌های IBA بسیار حساس هستند و تشخیص عناصر در محدوده تک لایه را ممکن می‌کنند. قدرت تفکیک عمق معمولاً در محدوده چند نانومتر تا چند ده نانومتر است. دسترسی به قدرت تفکیک عمق اتمی قابل حصول است، اما به تجهیزات ویژه نیاز دارد. محدوده آنالیز عمق از چند ده نانومتر تا چند ده میکرومتر می‌باشد. روش‌های IBA همیشه با دقت  چند درصد کمی هستند. کانال‌زنی امکان تعیین نمایه عمقی آسیب در تک بلور را ممکن می‌کند.
- RBS: پسپراکندگی رادرفورد به عناصر سنگین در یک ماتریس سبک حساس است.  این روش آنالیز برای تعیین ترکیب عنصری و نمایه عمقی مواد، مورد استفاده قرار می‌گیرد.
- EBS: طیف‌سنجی پراکندگی الاستیک (غیر رادرفورد) می‌تواند حتی به عناصر سبک در یک ماتریس سنگین حساس باشد. اصطلاح EBS زمانی استفاده می‌شود که ذره فرودی آنقدر سریع می‌رود که از «سد کولن» هستهٔ هدف فراتر می‌رود، که بنابراین نمی‌توان آن را با تقریب بار نقطه‌ای رادرفورد بیان کرد. در این مورد ، معادله شرودینگر باید حل شود تا سطح مقطع پراکندگی به دست بیاید (به http://www-nds.iaea.org/sigmacalc/ مراجعه کنید).
- ERD: آنالیز پس زدگی کشسان به عناصر سبک در یک ماتریس سنگین حساس است.
- PIXE: گسیل پرتو ایکس ذره القایی، با این روش ترکیب عناصر کم مقدار و فرعی در نمونه  تعیین می‌شود.
- NRA: آنالیز واکنش هسته ای به ایزوتوپ‌های خاصی حساس است
- کانال زنی یونی : پرتو یونی سریع می‌تواند به‌طور دقیق با محورهای اصلی تک بلورها هم راستا شود؛ سپس رشته‌های اتم‌ها روی همدیگر «سایه» می‌اندازند و بازده پراکندگی به‌طور چشمگیری کاهش می‌یابد. هر اتمی که از محل‌های شبکه ی خود خارج شود، پراکندگی اضافی قابل مشاهده ای تولید می‌کند؛ بنابراین آسیب به بلور قابل مشاهده است و عیوب نقطه ای (بین‌نشینی) حتی از نابجایی‌ها قابل تشخیص است.

ارزیابی عددی روش‌های IBA نیازمند استفاده از نرم‌افزارهای تخصصی شبیه‌سازی و تحلیل داده‌ها است. SIMNRA و DataFurnace برنامه‌های پرطرفداری برای تجزیه و تحلیل RBS, ERD و NRA هستند، در حالی که GUPIX برای تحلیل PIXE محبوب است. بررسی نرم‌افزار IBA با مقایسه چندین کد اختصاص داده شده به RBSُ، ERD و NRA، که توسط آژانس بین‌المللی انرژی اتمی سازماندهی شده‌است، دنبال شده‌است.
IBA یک منطقه پژوهش‌های فعال است. آخرین کنفرانس بزرگ هسته ای میکروپرتو در دبرسن (مجارستان) در NIMB 267 (12-13) منتشر شد.

## بررسی اجمالی
تحلیل پرتو یونی بر این اساس کار می‌کند که برهمکنش‌های یون و اتم با معرفی یون‌ها به نمونه آزمایش شده تولید می‌شود. فعل و انفعالات اصلی منجر به انتشار محصولاتی می‌شود که جمع‌آوری اطلاعاتی مربوط به تعداد، نوع، توزیع و آرایش ساختاری اتم‌ها را فراهم می‌کند. برای استفاده از این فعل و انفعالات برای تعیین ترکیب نمونه، باید تکنیکی همراه با شرایط تابش و سیستم تشخیصی انتخاب شود که تابش مورد نظر را به بهترین نحو ایزوله کند تا حساسیت و محدودیت‌های تشخیص مورد نظر را تأمین کند. طرح اولیه یک دستگاه پرتو یونی یک شتاب‌دهنده است که یک پرتو یونی تولید می‌کند که از طریق یک لوله انتقال پرتو تخلیه شده به دستگاه انتقال پرتو تغذیه می‌شود. این دستگاه گونه‌های یون و بار مورد نظر را جدا می‌کند که سپس از طریق یک لوله انتقال پرتو تخلیه شده به محفظه هدف منتقل می‌شود. این محفظه جایی است که پرتو یونی تصفیه شده با نمونه تماس پیدا کرده و بنابراین می‌توان برهمکنش‌های حاصل را مشاهده کرد. پیکربندی دستگاه پرتو یونی را می‌توان تغییر داده و با ترکیب اجزای اضافی پیچیده‌تر کرد. تکنیک‌های تحلیل پرتو یونی برای اهداف خاصی طراحی شده‌اند. برخی از تکنیک‌ها و منابع یونی در جدول ۱ نشان داده شده‌است. انواع آشکارساز و آرایش‌ها برای تکنیک‌های پرتو یونی در جدول ۲ نشان داده شده‌است.
|            | منبع یون                             | جریان        | پرتوهای یونی   | تکنیک          |
| کم انرژی   | فرکانس رادیویی                       | ۱ میلی‌آمپر   | H, He, N، O    | LEIS           |
| کم انرژی   | دووپلاسماترون                        | ۱۰ میلی‌آمپر  | H, He, N، O    |                |
| کم انرژی   | کلوترون                              |              |                |                |
| کم انرژی   | پنینگ                                | ۵ میلی‌آمپر   | C, N، Ne, Kr   |                |
| کم انرژی   | کندوپاش CaeDsium                     |              | جامدترین       | SIMS           |
| کم انرژی   | فریمن                                | ۱۰ میلی‌آمپر  | جامدترین       |                |
| کم انرژی   | اثر الکترون                          |              |                |                |
| کم انرژی   | LMIS                                 |              | Ga, In, Au, Bi |                |
| انرژی بالا | یون‌های مثبت                          | یون‌های مثبت  | یون‌های مثبت    | یون‌های مثبت    |
| انرژی بالا | فرکانس رادیویی                       | ۱ میلی‌آمپر   | H, He, N, O    | RBS, PIXE, NRA |
| انرژی بالا | دووپلاماترون                         | ۱۰ میلی‌آمپر  | H, He, N, O    | RBS, PIXE, NRA |
| انرژی بالا | یون‌های منفی                          |              |                |                |
| انرژی بالا | دووپلاسماترون (استخراج خارج از محور) | ۱۰۰ میلی‌آمپر | H, O           | RBS, PIXE, NRA |
| انرژی بالا | پنینگ                                | ۲ میلی‌آمپر   | H, 2 H         | RBS, PIXE, NRA |
| انرژی بالا | Sputter-source                       |              | اکثر           | RBS, PIXE, NRA |
| انرژی بالا | RF با تعویض بار                      | ۱۰۰ میلی‌آمپر | H, He, N, O    | RBS, PIXE, NRA |

|       | محصول          | آشکارساز               | پیکربندی                                                                      | وکیوم             |
| ----- | -------------- | ---------------------- | ----------------------------------------------------------------------------- | ----------------- |
| LEIS  | یون‌های پراکنده | Channeltron            | خلاء، متحرک باصرفه اندازه‌گیری انرژی نیاز دارد آنالایزر الکترواستاتیک/مغناطیسی | ۱۰ نانو پاسکال    |
| SIMS  | یون‌های ثانویه  | Channeltron            | خلاء، هندسه ثابت وضوح کم جرم با ESA, QMA وضوح جرم بالا با آنالایزر میدانی بخش | < ۱ میلی پاسکال   |
| SIPS  | فوتون‌های نوری  | اسپکتروفتومتر          | خارجی به محفظه، هندسه ثابت، وضوح طول موج بالا.                                | < ۱ میلی پاسکال   |
| PIXE  | اشعه ایکس      | Si (Li) IG             | وکیوم یا خارجی. پنجره نازک را فیلتر می‌کند. خنک‌کننده N مایع                    | < ۱ میلی پاسکال   |
| RBS   | یون‌ها          | Surf.barrier           | خلاء، هندسه متحرک چیدمان کوچک و ساده                                          |                   |
| RBS-C | یون‌ها          | Surf.barrier           |                                                                               | < ۱۰۰ میلی پاسکال |
| ERA   | یون‌ها          | Surf.barrier           | نگاهی به هندسه زاویه برای بهبود وضوح عمق                                      |                   |
| NRA   | یون‌ها          | Surf.barrier           |                                                                               |                   |
| PIGME | اشعه‌های گاما   | Ge (Li) NaI            | خارجی با پنجره، کرایوستات وضوح بالا، راندمان پایین وضوح ضعیف، راندمان بالا    | < ۱۰۰ میلی پاسکال |
| NRA   | نوترون‌ها       | BF3 شیشه Li جرقه زننده | خارجی، راندمان پایین فقط تشخیص وضوح گسترده با آشکار شدن                       |                   |

## برنامه‌های کاربردی
تحلیل پرتو یونی در تعدادی از کاربردهای متفاوت، از کاربردهای زیست پزشکی گرفته تا مطالعه مصنوعات باستانی، کاربرد پیدا کرده‌است. محبوبیت این تکنیک ناشی از داده‌های حساسی است که می‌توان بدون تحریف قابل توجهی در سیستمی که روی آن مطالعه می‌شود جمع‌آوری کرد. موفقیت بی‌نظیری که در استفاده از آنالیز پرتو یونی به دست آمده، طی سی سال گذشته تا همین اواخر با فناوری‌های در حال توسعه جدید تقریباً بدون چالش بوده‌است. حتی پس از آن، استفاده از تجزیه و تحلیل پرتو یونی از بین نرفته‌است و کاربردهای بیشتری پیدا می‌شود که از قابلیت‌های تشخیص برتر آن بهره می‌برند. در عصری که فناوری‌های قدیمی‌تر می‌توانند در یک لحظه منسوخ شوند، تجزیه و تحلیل پرتو یونی به عنوان یک پایه اصلی باقی مانده‌است و به نظر می‌رسد که در حالی که محققان در پی یافتن استفاده بیشتر از این تکنیک هستند رشد می‌کند.

### تحلیل عنصری زیست پزشکی
نانوذرات طلا اخیراً به‌عنوان مبنایی برای شمارش گونه‌های اتمی، به‌ویژه با مطالعه محتوای سلول‌های سرطانی مورد استفاده قرار گرفته‌اند. تحلیل پرتو یونی یک راه عالی برای شمارش مقدار گونه‌های اتمی در هر سلول است. دانشمندان با استفاده از تحلیل پرتو یونی، راه مؤثری برای در دسترس قرار دادن داده‌های عددی دقیق در ارتباط با طیف‌سنجی پراکندگی الاستیک (EBS) یافته‌اند. محققان یک مطالعه نانوذرات طلا توانستند با استفاده از تجزیه و تحلیل پرتو یونی، موفقیت بیشتری در مقایسه با سایر تکنیک‌های تحلیلی مانند PIXE یا XRF پیدا کنند. این موفقیت به این علت است که سیگنال EBS می‌تواند مستقیماً اطلاعات عمق را با استفاده از تحلیل پرتو یونی اندازه‌گیری کند، در حالی که این کار با دو روش دیگر انجام پذیر نیست. خواص منحصر به فرد تحلیل پرتو یونی، استفاده زیادی در خط جدیدی از درمان سرطان ایجاد می‌کند.

### مطالعات میراث فرهنگی
آنالیز با باریکه یونی همچنین کاربرد بسیار منحصر به فردی در استفاده از مطالعه آثار باستان‌شناسی دارد که به باستان سنجی نیز معروف است. در سه دهه گذشته، این روش ترجیحی برای مطالعه آثار میراث فرهنگی در ضمن حفاظت از آنها است. آنچه که افراد بسیاری در استفاده از این تکنیک مفید یافته‌اند، ارائه عملکرد آنالیز عالی و خصوصیت غیرمخرب آن است. به‌طور ویژه، این روش عملکرد بی نظیری را از نظر حساسیت و دقت ارائه می‌دهد. با این حال، اخیراً  برای اهداف باستان‌سنجی از روش های رقابتی مبتنی بر پرتو ایکس مانند XRF استفاده کرده‌اند. با این وجود، ارجح‌ترین و دقیق‌ترین روش، آنالیز با باریکه یونی است که هنوز در آنالیز عناصر سبک و کاربردهای تصویربرداری شیمیایی سه بعدی (یعنی آثار هنری و آثار باستان‌شناسی) بی همتا است.

### تجزیه و تحلیل پزشکی قانونی
سومین کاربرد آنالیز پرتو یونی در مطالعات پزشکی قانونی، به ویژه با توصیف باقیمانده گلوله است. توصیف فعلی بر اساس فلزات سنگین موجود در گلوله‌ها انجام می‌شود، با این حال، تغییرات در حال تولید به آرامی این تجزیه و تحلیل‌ها را منسوخ می‌کند. باور بر این است که معرفی تکنیک‌هایی مانند آنالیز پرتو یونی این مشکل را کاهش می‌دهد. محققان در حال حاضر در حال مطالعه استفاده از تجزیه و تحلیل پرتو یونی در ارتباط با میکروسکوپ الکترونی و طیف‌سنج پرتو ایکس پراکنده کننده انرژی (SEM-EDS) هستند. امید این است که این راه‌اندازی ترکیب مواد شیمیایی جدید و قدیمی را که آنالیزهای قدیمی‌تر در گذشته نمی‌توانستند به‌طور مؤثر تشخیص دهند، شناسایی کند. مقدار بیشتر سیگنال تحلیلی استفاده شده و حساسیت نوری بیشتر که در تجزیه و تحلیل پرتو یونی یافت می‌شود، نوید بزرگی به حوزه علم پزشکی قانونی می‌دهد.

### توسعه باتری لیتیومی
تشخیص مکانی عناصر سبک، به عنوان مثال لیتیوم، برای اکثر تکنیک‌های مبتنی بر پوسته الکترونیکی اتم‌های هدف مانند XRF یا SEM-EDS چالش‌برانگیز است. برای باتری‌های لیتیوم و یون لیتیوم، تعیین کمیت استوکیومتری لیتیوم و توزیع فضایی آن برای درک مکانیزم‌های پشت تخلیه/شارژ و پیری مهم است. از طریق تمرکز پرتو یونی و ترکیبی از روش‌ها، تحلیل پرتو یونی امکان منحصر به فردی را برای اندازه‌گیری وضعیت بار محلی (SoC) در مقیاس میکرومتر ارائه می‌دهد.

## IBA تکراری
تکنیک‌های تحلیلی بر مبنای پرتو یونی مجموعه‌ای از ابزارهای قدرتمند را برای تجزیه و تحلیل ترکیب عنصری غیر مخرب، بدون استاندارد، با تفکیک عمق و بسیار دقیق در عمق ساختار از چند نانومتر تا چند میکرومتر نشان می‌دهند. با تغییر نوع یون فرودی، هندسه آزمایش، انرژی ذرات یا با به دست آوردن محصولات مختلف ناشی از برهمکنش یون و جامد، می‌توان اطلاعات تکمیلی را استخراج کرد. با این حال، آنالیز اغلب از نظر تفکیک جرم - زمانی که چندین عنصر نسبتاً سنگین در نمونه وجود دارد - یا از نظر حساسیت - زمانی که گونه‌های سبک در ماتریس‌های سنگین حضور دارند، به چالش کشیده می‌شود؛ بنابراین، معمولاً تنها ترکیبی از چندین تکنیک مبتنی بر پرتو یونی بر محدودیت‌های هر روش غلبه می‌کند و اطلاعات تکمیلی در مورد نمونه ارائه می‌دهند.

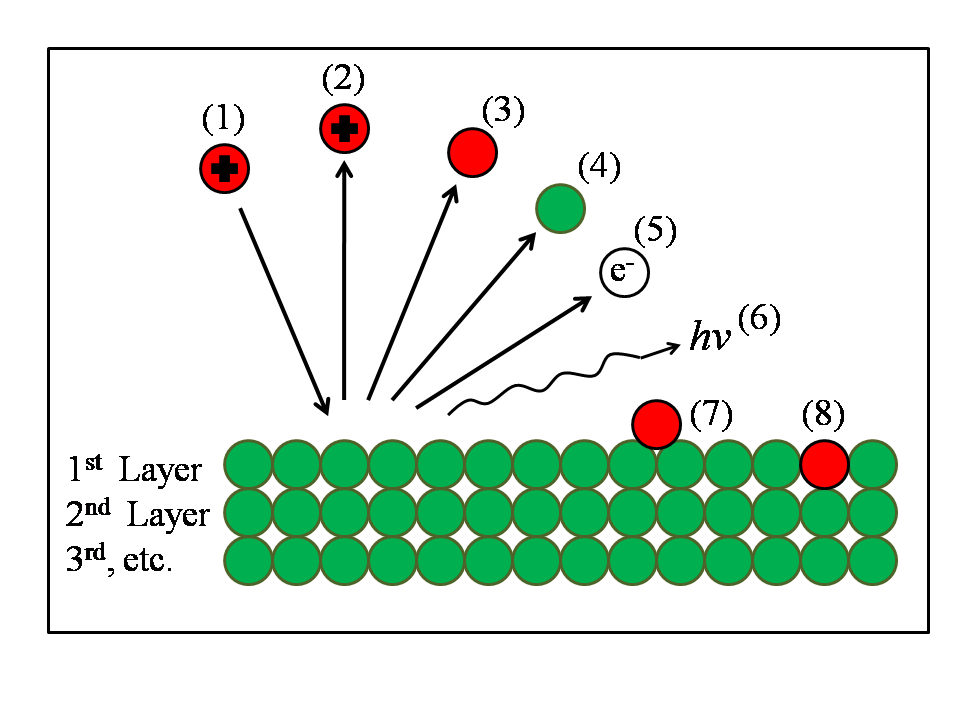
بررسی اجمالی برهمکنش‌های مختلف سطح یون. (۱)-یون ورودی؛ (۲)-پراکندگی؛ (۳) - خنثی سازی و پراکندگی؛ (۴)- کندوپاش و پس زدن؛ (۵) -گسیل الکترون. (۶) -گسیل فوتون. (۷)-جذب؛ (۸) - جابجایی، به عنوان مثال از رویداد کندوپاش

ترکیب چندین تکنیک IBA (RBS , EBS, PIXE , ERD)در یک تحلیل تکراری و خودسازگار ثابت می‌کند که دقت اطلاعاتی که می‌توان از هر اندازه‌گیری مستقل به‌دست‌آورد را افزایش داد.

## نرم‌افزار و شبیه‌سازی
قدمت آن به دهه ۱۹۶۰ برمی گردد، داده‌های جمع‌آوری شده با استفاده از تحلیل پرتو یونی از طریق بسیاری از برنامه‌های شبیه‌سازی کامپیوتری تجزیه و تحلیل شده‌است. محققانی که غالباً از تحلیل پرتو یونی در ارتباط با کار خود استفاده می‌کنند، نیاز دارند که این نرم‌افزار برای توصیف فرایند تحلیلی که مشاهده می‌کنند، دقیق و مناسب باشد. کاربردهای این برنامه‌های نرم‌افزاری از تجزیه و تحلیل داده‌ها گرفته تا شبیه‌سازی‌های تئوری و مدل‌سازی بر اساس فرضیات مرتبط با داده‌های اتمی، ریاضیات و خواص فیزیک که جزئیات فرایند مورد نظر را ارائه می‌کنند، را شامل می‌شود. همان‌طور که هدف و اجرای آنالیز پرتو یونی در طول سال‌ها تغییر کرده، نرم‌افزار و کدهای مورد استفاده برای مدل‌سازی آن نیز تغییر کرده‌است. چنین تغییراتی از طریق پنج کلاس که توسط آنها نرم‌افزارهای به روز شده دسته‌بندی می‌شوند، به تفصیل بیان می‌شود.

### کلاس A
شامل تمام برنامه‌های توسعه یافته در اواخر دهه ۱۹۶۰ و اوایل دهه ۱۹۷۰ است. این کلاس از نرم‌افزار مشکلات مشخصی را در داده‌ها حل می‌کند. niy پتانسیل کاملی را برای تجزیه طیفی از یک مورد کلی کامل فراهم نکرده‌است. برنامه برجسته پیشگام IBA بود که توسط Ziegler و Baglin در سال ۱۹۷۱ گسترش یافت. در آن زمان، مدل‌های محاسباتی تنها با تحلیل مرتبط با تکنیک‌های پراکندگی آنالیز پرتو یونی مقابله می‌کردند و محاسبه را بر اساس تحلیل دال انجام می‌دادند. برنامه‌های متنوع دیگری مانند RBSFIT در این مدت به وجود آمدند، اگرچه به دلیل کمبود دانش عمیق در مورد تجزیه و تحلیل پرتو یونی، گسترش برنامه‌هایی با دقت به‌طور فزاینده‌ای سخت شد.

### کلاس-B
موج جدیدی از برنامه‌ها به دنبال حل این مشکل دقت در کلاس بعدی نرم‌افزار بودند. برنامه‌هایی مانند SQEAKIE و BEAM EXPERT که در طول دهه ۱۹۸۰ گسترش یافتند، فرصتی برای حل یک مورد کلی کامل با به‌کارگیری کدهایی برای انجام تحلیل مستقیم، فراهم کردند. این رویکرد مستقیم طیف تولید شده را بدون هیچ فرضی در مورد نمونه آشکار می‌کند. در عوض از طریق سیگنال‌های طیف تفکیک شده محاسبه می‌کند و برای هر لایه مجموعه ای از معادلات خطی را حل می‌کند. با این حال، مشکلات هنوز به وجود می‌آیند و اصلاحاتی برای کاهش نویز در اندازه‌گیری‌ها و فضای عدم قطعیت انجام می‌شود.

### کلاس-C
در سفر به نقطه اول، این دسته سوم از برنامه‌ها، که در دهه ۱۹۹۰ تشکیل شد، چند اصل را از کلاس A در حسابداری برای حالت کلی می‌گیرد، اما اکنون با استفاده از روش‌های غیر مستقیم. برای مثال، RUMP و SENRAS از یک مدل فرضی از نمونه استفاده می‌کنند و یک طیف تئوریک مقایسه‌ای را شبیه‌سازی می‌کنند، که ویژگی‌هایی مثل نگهداری ساختار خوب و محاسبات عدم قطعیت را ارائه می‌دهد. علاوه بر پیشرفت در ابزارهای آنالیز نرم‌افزار، توانایی تحلیل تکنیک‌های دیگر به غیر از پراکندگی نیز وجود داشت؛ یعنی ERDA و NRA.

### کلاس-D
با خروج از دوران کلاس C و در اوایل دهه ۲۰۰۰، نرم‌افزارها و برنامه‌های شبیه‌سازی برای تحلیل پرتو یونی با انواع تکنیک‌های جمع‌آوری داده‌ها و مشکلات تجزیه و تحلیل داده‌ها مقابله می‌کردند. به دنبال پیشرفت‌های تکنولوژیکی جهان، اصلاحاتی برای ارتقای برنامه‌ها به کدهای عمومی تر، ارزیابی طیف و تعیین ساختاری انجام شد. برنامه‌های ایجاد شده مانند SIMNRA اکنون تعاملات پیچیده‌تر با پرتو و نمونه را به حساب می‌آورند؛ همچنین یک پایگاه داده شناخته شده از داده‌های پراکندگی را ارائه می‌دهد.

### کلاس-E
این کلاس که اخیراً توسعه یافته، با داشتن ویژگی‌های مشابه قبلی، از اصول اولیه در تکنیک‌های محاسباتی مونت کارلو استفاده می‌کند. این کلاس از محاسبات دینامیک مولکولی استفاده می‌کند که قادر به تجزیه و تحلیل فعل و انفعالات فیزیکی کم و پر انرژی هستند که در تحلیل پرتو یونی اتفاق می‌افتد. یکی از ویژگی‌های کلیدی و محبوبی که با چنین تکنیک‌هایی همراه است، امکان ادغام محاسبات در زمان واقعی با آزمایش آنالیز پرتو یونی است.